# Музей Хиршхорн и сад скульптур
Музей Хиршхорн и сад скульптур (англ. Hirshhorn Museum and Sculpture Garden) — художественный музей, расположенный в Вашингтоне, округ Колумбия, США.

## История
Открыт осенью 1974 года на средства предпринимателя и мецената искусства Джозефа Хиршхорна, у которого идея создать такой музей возникла ещё в 1930-е годы, архитектором выступил Гордон Баншафт. Входит в пятёрку крупнейших музеев страны, посвящённых современному искусству. В административном отношении является частью инфраструктуры Смитсоновского института. Особое внимание в экспозиции уделено искусству второй половины XX века: в нём представлены работы многих художников и скульпторов, не только из Северной Америки, но также из Европы и Латинской Америки. Общее число экспонатов превышает 11500, причём среди них есть работы как прославленных, так и молодых и малоизвестных художников.
Здание музея выстроено из сборного железобетона, имеет форму полого цилиндра, установленного на четырёх сваях. Внутренняя экспозиция представлена в основном картинами, тогда как за пределами музея разбит сад скульптур. Для коллекций будущего музея Хиршхорн в мае 1966 года пожертвовал более 6000 собранных им произведений искусства, в том числе более 1600 скульптур, а после смерти мецената музей получил в наследство ещё 6000 экспонатов. При музее действуют тематический магазин, где продаются открытки и плакаты на тему современного искусства, и крупная библиотека. На третьем этаже здания расположена так называемая Лернеровская комната, из окон которой открывается вид на Вашингтон. В музее часто проводятся выставки современного искусства национального и международного масштаба, число его посетителей достигает в среднем 750 тысяч человек в год. Вход в музей бесплатный.
- Музей Хиршхорн
- Сад скульптур